# Сенаторова, Ольга Григорьевна
Ольга Григорьевна Сенаторова — российский учёный в области алюминиевых деформируемых сплавов, лауреат Государственной премии РФ и Премии Правительства РФ.

## Биография
Родилась 2 октября 1936 года.
Окончила Московский институт цветных металлов и золота им. М. И. Калинина (1959).
С 1961 г. работала в ВИАМ, длительное время была заведующей лабораторией алюминиевых деформируемых сплавов, затем начальником сектора.
Кандидат технических наук (1983), доцент (2003).
Научные интересы:
- высокопрочные и особо прочные сплавы,
- теоретические основы термообработки алюминиевых сплавов (закалочного охлаждения, ступенчатого искусственного старения),
- разработка новых классов слоистых алюмополимерных, легких, трещиностойких, высокопрочных материалов.

## Награды и звания
Лауреат Государственной премии РФ и Премии Правительства РФ за 2001 год — за разработку и внедрение материалов, покрытий и технологических процессов, обеспечивающих комплексную противокоррозионную защиту изделий авиационной техники во всех климатических условиях в течение 30-35 лет.
Награждена медалями «За трудовое отличие», «В память 850-летия Москвы», «Ветеран труда».